# Carmen Reinhart
Carmen Reinhart (L'Havana, Cuba, 7 d'octubre de 1955), és una economista estatunidenca d'origen cubà.

## Biografia
Carmen Castellanos va néixer l'any 1955 a L'Havana (Cuba). Tenia deu anys quan els seus pares emigren als Estats Units i s'instal·len primer a Califòrnia, després a Florida. Obté un doctorat en economia a la Universitat de Colúmbia, on coneix el seu marit, Vincent R. Reinhart, investigador a l'American Enterprise Institute.
Economista a Bear Stearns, després va treballar diversos anys al Fons monetari internacional (FMI), on va ser finalment directora adjunta del servei d'estudis.
És professora d'economia i directora del Centre per l'economia internacional a la Universitat de Maryland. Forma part de diverses organitzacions, com el Council on Foreign Relations. També és professora de l'Escola de Govern John F. Kennedy.
Carmen Reinhart ha publicat un gran nombre d'articles, en particular al American Economic Review, el Journal of Political Economy i el Quarterly Journal of Economics. Els seus temes predilectes són els moviments de capitals internacionals, la inflació, les taxes de canvi i les crisis bancàries i financeres.
Presentats el 2008 i 2009 als congressos anuals de l'American Economic Association (AEA), els seus treballs recents realitzats amb Kenneth Rogoff, professor de política pública a la universitat Harvard, han estat especialment destacats: anunciaven que la crisi financera que es va desenvolupar a partir de 2007 era lluny d'haver produït totes les seves conseqüències. Aquests treballs han estat desenvolupats en un llibre aparegut a l'octubre de 2009, This Time Is Different: Eight Centuries of Financial Folly, que evidencia la recurrència a través de la història econòmica de períodes de sobreescalfament i de crisi remarcablement similars — pel fet que se'ls considera sempre com diferents de les precedents, d'aquí el títol del llibre.
Al maig 2020, és nomenada cap economista del Banc Mundial.

## Controvèrsies
En un article publicat amb Kenneth Rogoff l'any 2010, titulat «Growth in a Time of Debt», Carmen Reinhart afirma que de mitjana el creixement econòmic és en recessió als països en els quals el deute representi més de 90 % del PIB. A l'abril de 2013, una controvèrsia apareix sobre aquest estudi, altres economistes van destapar errors metodològics. Rogoff i Reinhardt van respondre que les seves conclusions eren correctes, malgrat aquests errors.

## Publicacions
- Carmen Reinhart. This Time Is Different: Eight Centuries of Financial Folly. Princeton University Press, 2009.